# Francis Schewetta
Francis Schewetta (Francia, 29 de agosto de 1919-8 de octubre de 2007) fue un atleta francés, especialista en la prueba de 4 × 400 m en la que llegó a ser subcampeón olímpico en 1948.

## Carrera deportiva
En los JJ. OO. de Londres 1948 ganó la medalla de plata en los relevos 4x400 metros, con un tiempo de 3 min 14.8 s, llegando a meta tras Estados Unidos (oro) y por delante de Suecia (bronce), siendo sus compañeros de equipo: Jean Kerebel, Robert Chef D'Hotel y Jacques Lunis.